# Garner (Karolina Północna)
Garner – miasto w Stanach Zjednoczonych, w stanie Karolina Północna, w hrabstwie Wake.